# Pitthea agenoria
Pitthea agenoria är en fjärilsart som beskrevs av Druce 1890. Pitthea agenoria ingår i släktet Pitthea och familjen mätare. Inga underarter finns listade i Catalogue of Life.